# Nikołaj Strażesko
Nikołaj Dmitrijewicz Strażesko, Mykoła Dmytrowycz Strażesko (ros. Николай Дмитриевич Стражеско, ukr. Микола Дмитрович Стражеско, ur. 17 grudnia?/29 grudnia 1876 w Odessie, zm. 27 czerwca 1952 w Kijowie) – ukraiński i radziecki lekarz internista, akademik Akademii Nauk ZSRR.

## Życiorys
Urodził się w rodzinie szlacheckiej jako syn prawnika. W 1894 skończył gimnazjum w Odessie, a w 1899 Wydział Medyczny Uniwersytetu Kijowskiego im. Świętego Włodzimierza, gdzie następnie przez 20 lat pracował jako internista pod kierunkiem Wasilija Obrazcowa. W 1901-1902 był w delegacji naukowej do Paryża i Berlina, po powrocie zdał egzamin na doktora medycyny, później pracował pod naukowym kierownictwem fizjologa Iwana Pawłowa w laboratorium w Petersburgu. W styczniu 1905 wrócił do Kijowa i objął funkcję ordynatora kliniki chorób wewnętrznych Uniwersytetu Kijowskiego, w 1906 pracował w jednej z klinik w Monachium, od 1907 do 1919 wykładał jako profesor w Kijowskim Żeńskim Instytucie Medycznym. Podczas I wojny światowej był przewodniczącym kijowskiego komitetu organizacji punktów ewakuacyjnych i pomocy rannym oraz członkiem Komitetu Walki z Infekcjami. Podczas wojny domowej w Rosji w 1919 wrócił do Odessy, gdzie do 1922 kierował kliniką Uniwersytetu Noworosyjskiego i jednocześnie od 1920 był konsultantem szpitala wojskowego Armii Czerwonej w Odessie. Po powrocie do Kijowa w 1922 pracował w Kijowskim Instytucie Medycznym m.in. jako kierownik katedry, a od 1929 do 1952 kierownik kliniki internistycznej tego instytutu. Jednocześnie 1922-1934 kierował działem klinicznym w Instytucie Eksperymentalnej Biologii i Patologii, a 1934-1936 kierownik kliniki Instytutu Fizjologii Klinicznej Akademii Nauk Ukraińskiej SRR. W 1936 został dyrektorem założonego z jego inicjatywy Ukraińskiego Naukowo-Badawczego Instytutu Medycyny Klinicznej, podczas wojny z Niemcami wraz z instytutem został ewakuowany do Ufy, był konsultantem Zarządu Szpitali w Ufie (w skład zarządu wchodziło 36 szpitali w Ufie i 27 w innych miastach Baszkirii). W 1943 wyjechał do Moskwy i pracował tam w Centralnym Naukowo-Badawczym Szpitalu Armii Czerwonej, w sierpniu 1944 wrócił do Kijowa i został tam członkiem Rady Szpitalnej i konsultantem Głównego Zarządu Wojskowo-Sanitarnego Armii Czerwonej (do 1945). W 1943 został akademikiem Akademii Nauk ZSRR, a w 1944 akademikiem nowo powstałej Akademii Nauk Medycznych ZSRR, od 1934 był akademikiem Akademii Nauk Ukraińskiej SRR.

## Odznaczenia
- Medal Sierp i Młot Bohatera Pracy Socjalistycznej (23 stycznia 1947)
- Order Lenina (dwukrotnie, 17 września 1943 i 23 stycznia 1947)
- Order Czerwonego Sztandaru Pracy (dwukrotnie, 1 października 1944 i 10 czerwca 1945)
- Medal „Za ofiarną pracę w Wielkiej Wojnie Ojczyźnianej 1941–1945”
- Order Świętej Anny III klasy
- Order Świętego Stanisława II klasy
- Order Świętego Stanisława III klasy